# Сан-Кристобаль (форт, Пуэрто-Рико)
Сан-Кристобаль (исп. Castillo San Cristobal, букв. «форт Святого Кристобаля») ― крепость в Сан-Хуане, столице Пуэрто-Рико. Была построена испанцами по проекту ирландских инженеров во второй половине XVIII века для защиты города от нападения с суши.
Сторожевая башня форта (по-местному «гарита») была построена раньше самого форта, в 1634 году. Сан-Кристобаль — крупнейшее укрепление, построенное испанцами в Новом Свете. Когда оно было окончательно достроено к 1783 году, оно занимало около 27 акров земли и частично окружало город Сан-Хуан.
В XX веке форт был превращён в музей. В 1983 году он вместе с другими историческими памятниками Сан-Хуана был внесён в перечень Всемирного наследия ЮНЕСКО.

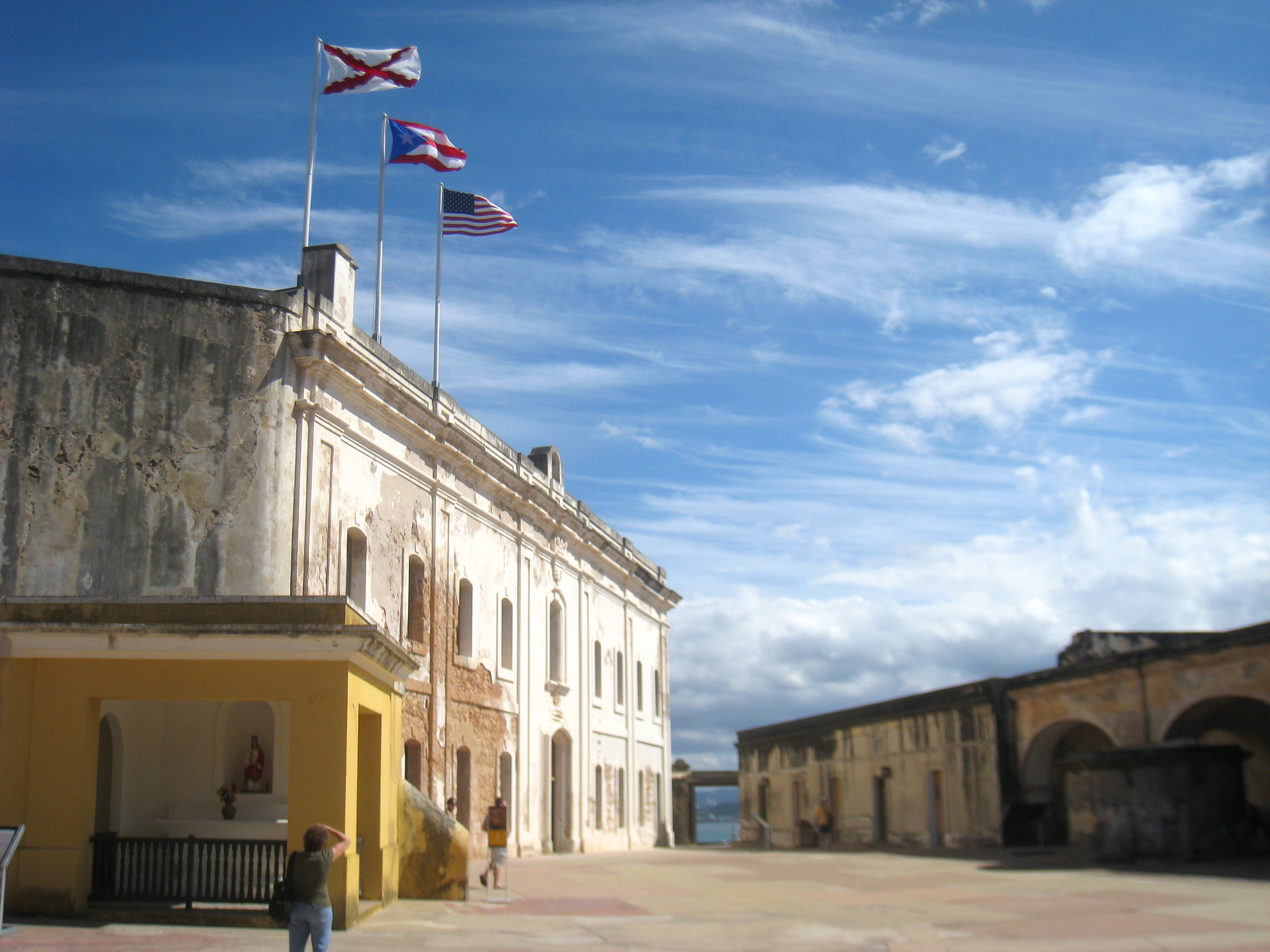
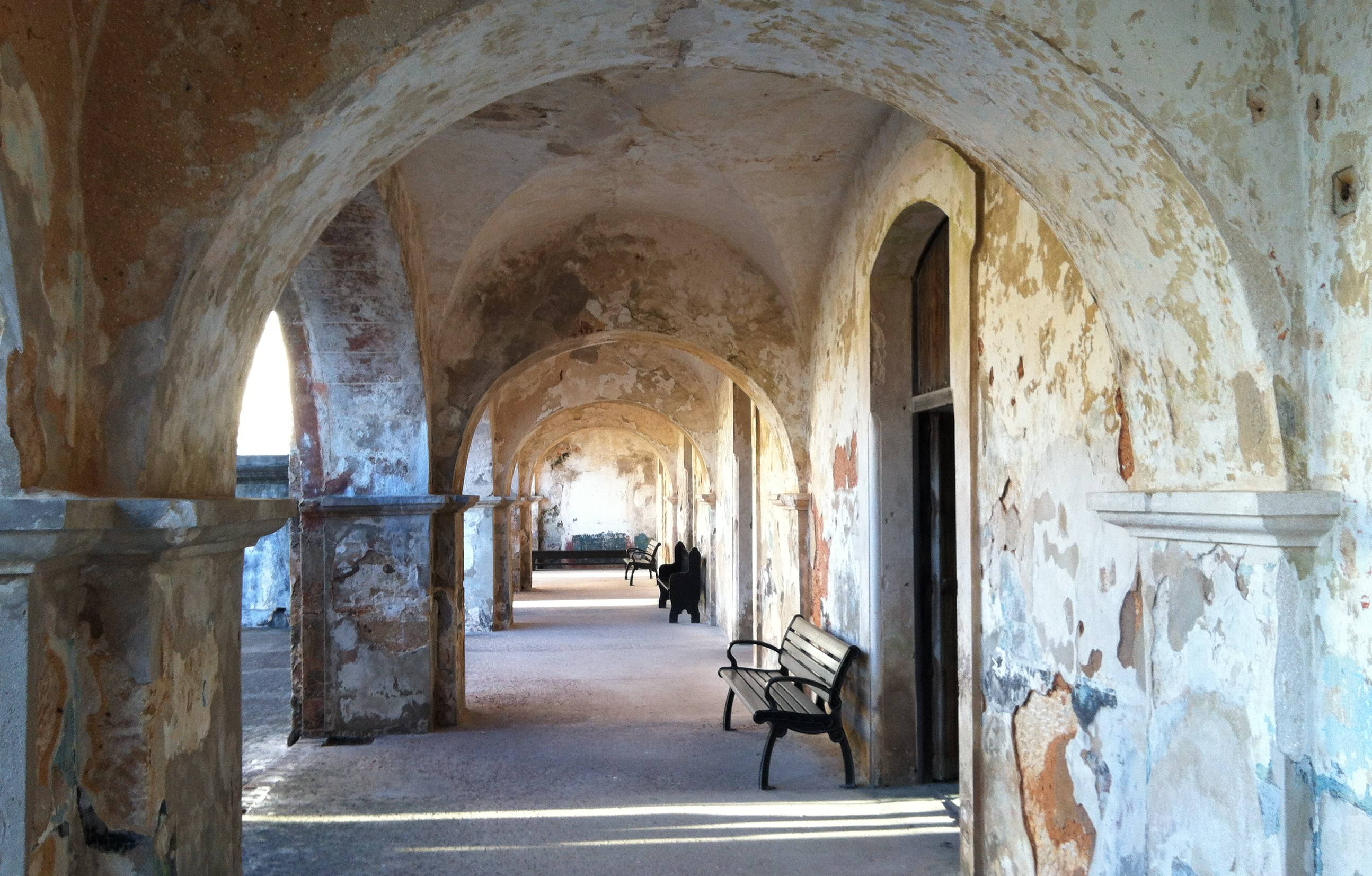
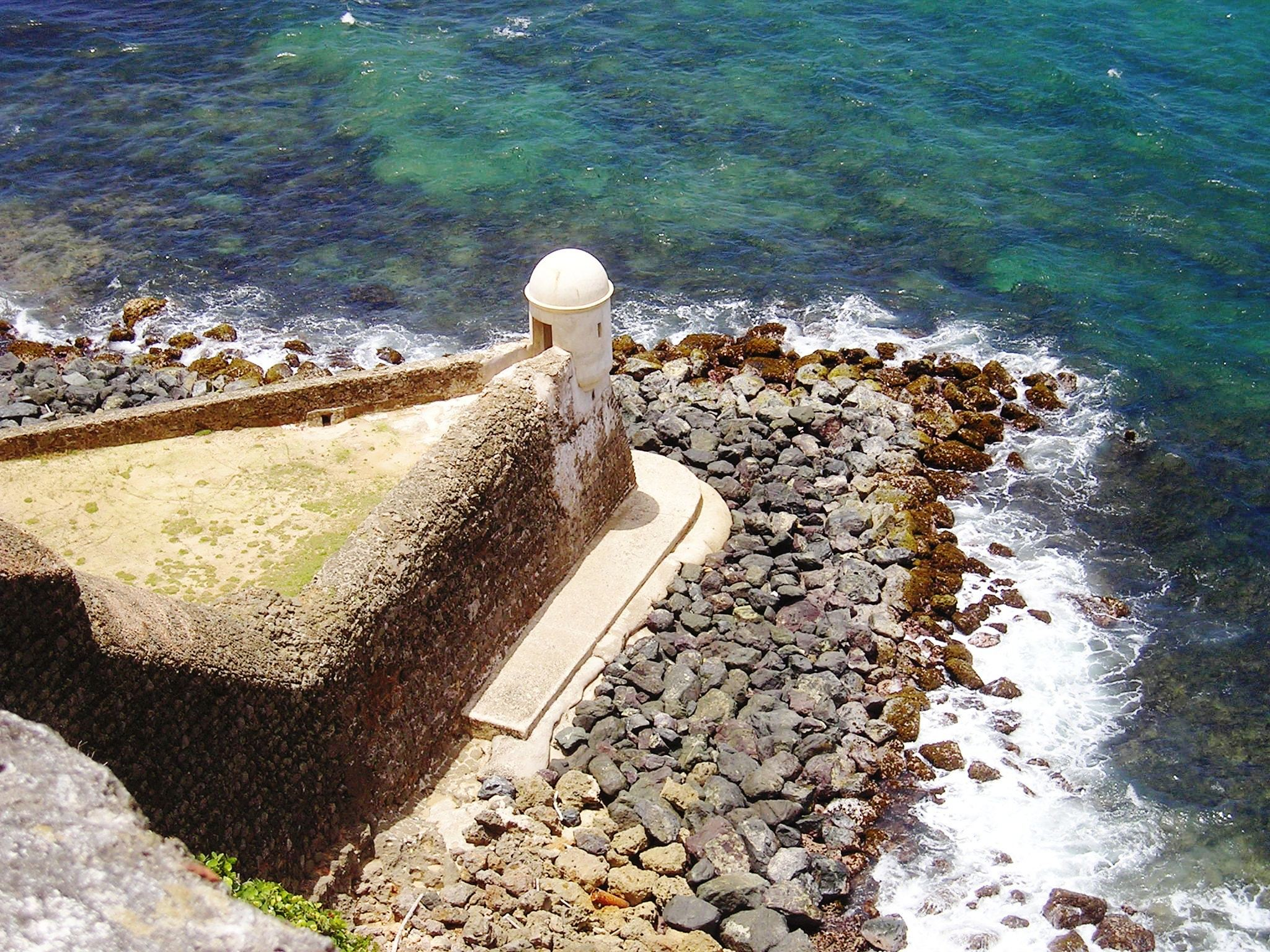
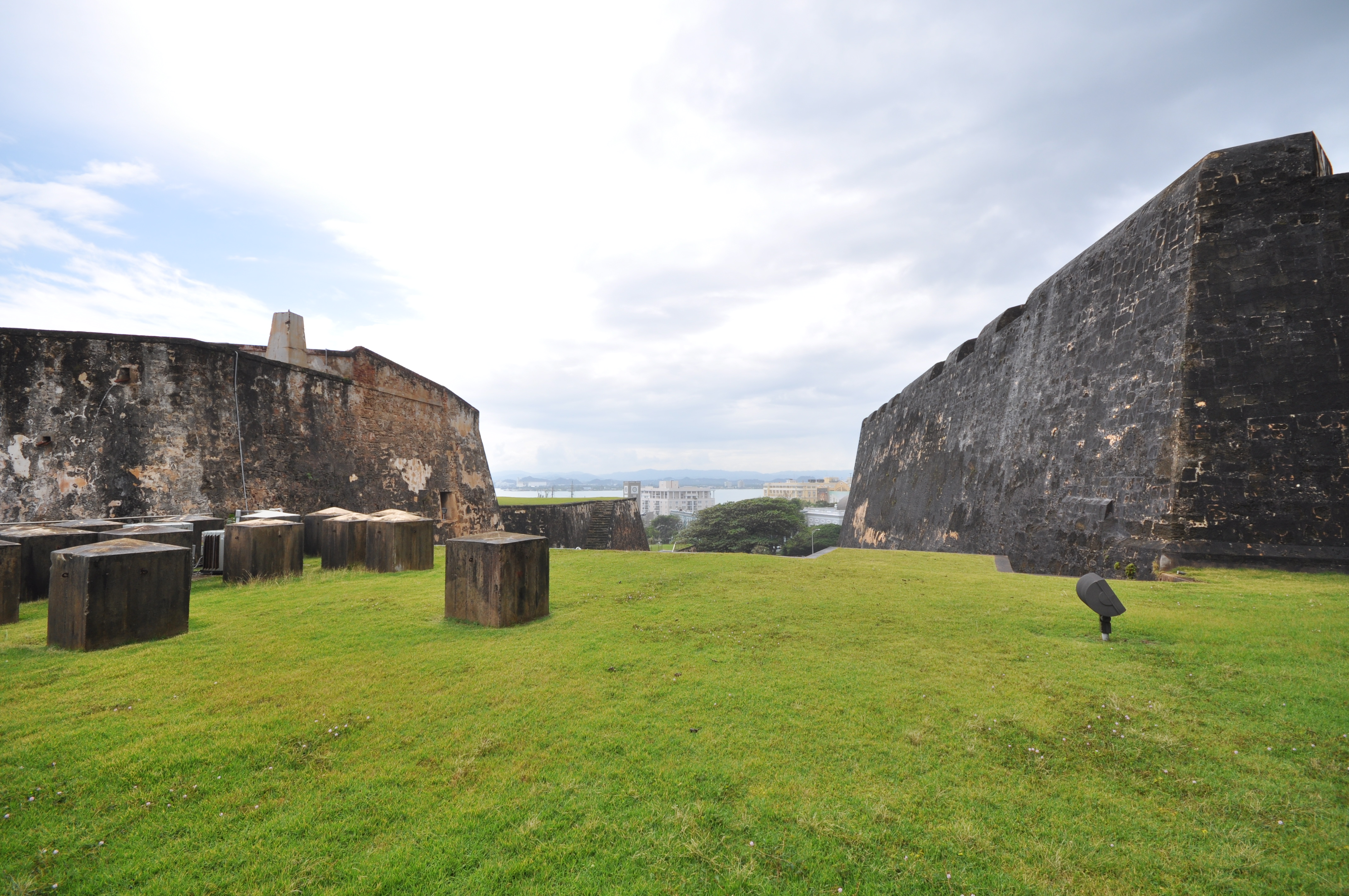